# Cleonymia opposita
Cleonymia opposita là một loài bướm đêm thuộc họ Noctuidae. Loài này phân bố ở Tiểu Á, expanding về phía bắc tới the Armenian-vùng Kavkaz, eastward tới Iraq.
Con trưởng thành bay từ tháng 3 đến tháng 4. Có một lứa một năm.